# Owe Ohlsson
Sven Owe Ohlsson (Hälsö, Suecia, 19 de agosto de 1938) es un exjugador y exentrenador de fútbol sueco. En su etapa como jugador profesional se desempeñaba como delantero.

## Selección nacional
Fue internacional con la selección de fútbol de Suecia en 15 ocasiones y convirtió 6 goles. Fue miembro de la legendaria selección sueca que llegó a la final de la Copa del Mundo de 1958, pero no jugó ningún partido durante el torneo. Es el último sobreviviente de aquel plantel, tras el fallecimiento de Kurt Hamrin el 4 de febrero de 2024.

### Participaciones en Copas del Mundo
| Mundial                        | Sede   | Resultado  | Partidos | Goles |
| ------------------------------ | ------ | ---------- | -------- | ----- |
| Copa Mundial de Fútbol de 1958 | Suecia | Subcampeón | 0        | 0     |

## Clubes

### Como jugador
| Club          | País   | Año       |
| ------------- | ------ | --------- |
| IFK Göteborg  | Suecia | 1954-1964 |
| AIK Estocolmo | Suecia | 1965-1971 |
| IFK Estocolmo | Suecia | 1972-1974 |

### Como entrenador
| Club                      | País   | Año       |
| ------------------------- | ------ | --------- |
| IFK Estocolmo             | Suecia | 1972-1974 |
| AIK Estocolmo (juveniles) | Suecia | 1975-1976 |

## Palmarés

### Campeonatos nacionales
| Título      | Club         | País   | Año  |
| ----------- | ------------ | ------ | ---- |
| Allsvenskan | IFK Göteborg | Suecia | 1958 |